# The Kissing Booth
The Kissing Booth ist eine US-amerikanische romantische Filmkomödie aus dem Jahr 2018 von Vince Marcello mit Joey King, Jacob Elordi, Joel Courtney und Molly Ringwald in den Hauptrollen. Der Film basiert auf dem gleichnamigen Roman von Beth Reekles von 2013. Am 24. Juli 2020 wurde die Fortsetzung The Kissing Booth 2 veröffentlicht. Der dritte Teil erschien am 11. August 2021.
Kissing Booth wurde weltweit am 11. Mai 2018 auf dem Video-on-Demand-Portal Netflix veröffentlicht.

## Handlung
Elle Evans und Lee Flynn wurden beide zur selben Zeit, am selben Tag, im selben Krankenhaus geboren und sind seitdem beste Freunde. Damit ihre Freundschaft weiterhin funktioniert, vereinbaren sie Regeln, unter anderem, dass man nicht die Verwandten des anderen daten darf. Am ersten Schultag kommt Elle mit einem sehr kurzen Rock in die Schule, weil ihre Hose gerissen ist. Als der Schüler Tuppen ihr auf das Hinterteil klatscht, beginnt Lees älterer Bruder Noah mit Tuppen eine Schlägerei. Trotzdem will Elle mit Tuppen ausgehen, erfährt aber, dass Noah es den anderen Jungen verboten hat, Elle zu daten.
Zum Frühlingsfest wollen Elle und Lee eine Kussbude (im Original Kissing Booth) machen, haben aber Probleme, dafür Freiwillige zu finden. Nur mit der Lüge, dass auch Noah mitmacht, schafft es Elle, drei Mädchen, die beliebten OMGs (O = Olivia, M = Mia, G = Gwyneth), zu überzeugen. Als diese das herausfinden, fordern sie Elle auf, zur Strafe einen Nerd zu küssen. Stattdessen stellt sich Noah an die Bude und Elle küsst ihn, was Lee nicht begeistert. Auf Elles Weg nach Hause beginnt es zu regnen und Noah bietet ihr an, sie auf seinem Motorrad mitfahren zu lassen. Da der Regen allerdings stärker wird, suchen sie sich einen Unterschlupf. Sie küssen sich erneut, aber Elle ist sich nicht sicher, weil sie nicht nur eine von vielen Mädchen Noahs sein möchte. Dies verneint Noah und sie küssen sich wieder, bis sie von einem Sicherheitsmann unterbrochen werden, der Noah daran erinnert, dass er eigentlich keine Mädchen mehr dorthin mitbringen sollte. Daraufhin geht Elle verletzt allein nach Hause.
Bei einer Strandparty wird bei der Elle von einem anderen Jungen angemacht, der sie zwingen will, mit ihm zu kommen. Als Noah ihn daraufhin schlägt, haben er und Elle zunächst einen Streit. Als Noah allerdings merkt, dass Elle scheinbar Angst vor ihm hat, beruhigt er sich und fährt mit ihr zum Hollywood Sign. Dort gestehen sie sich ein, das sie Gefühle für den jeweils anderen haben, und schlafen miteinander. Allerdings verlangt Elle, dass Lee nichts von ihrer Beziehung mitbekommen darf.
Beide beginnen sich heimlich zu treffen und Noah erhält eine Zusage, an der Harvard-Universität studieren zu können. Allerdings erwischt Lee sie, während sie sich küssen, und wird deshalb wütend. Ab diesem Zeitpunkt beginnt Lee, Elle zu ignorieren, bis sie sich in der Spielhalle, die Elle und Lee früher öfter zusammen besucht haben, wieder versöhnen. Noah gesteht Elle auf dem Abschlussball vor allen Schülern, dass er sie liebt, doch sie erklärt ihm, dass sie nicht zusammen sein können, da es alle in ihrer Umgebung, besonders Lee, verletze.
Auf der gemeinsamen Geburtstagsfeier von Elle und Lee rennt Elle plötzlich weinend weg. Als Lee ihr nachläuft, erklärt sie ihm, dass sie Noah liebe und Lee nicht bestimmen könne, wen sie lieben dürfe. Daraufhin begibt sich Elle auf die Suche nach Noah, der schon nach Harvard abgereist zu sein scheint. Durch einen von Lees Tricks befindet sich Noah allerdings mit ihr im Auto, und Elle gesteht ihm ihre Liebe. Lee akzeptiert die Beziehung der beiden und Elle und Noah verbringen jeden verbleibenden Tag zusammen, bis Noah zum College abreist.

## Besetzung und Synchronisation
Die deutschsprachige Synchronisation Teil 1–3 entstand unter der Dialogregie von Debora Weigert durch die Synchronfirma SDI Media Germany in Berlin.
| Schauspieler           | Rollenname                   | Synchronsprecher          |
| ---------------------- | ---------------------------- | ------------------------- |
| Joey King              | Elle Evans                   | Alice Bauer               |
| Joel Courtney          | Lee Flynn                    | Maximilian Artajo         |
| Jacob Elordi           | Noah Flynn                   | Amadeus Strobl            |
| Molly Ringwald         | Mrs. Flynn                   | Diana Borgwardt           |
| Stephen Jennings       | Mr. Evans                    | Uwe Büschken              |
| Joshua Eady            | Tuppen                       | Constantin von Jascheroff |
| Frances Sholto-Douglas | Britische Schönheit (Vivian) | Nicole Hannak             |
| Morne Visser           | Mr Flynn                     | Robert Glatzeder          |